# Gisostola quentini
Gisostola quentini là một loài bọ cánh cứng trong họ Cerambycidae.